# Duplexor
|  | No s'ha de confondre amb Diplexor. |

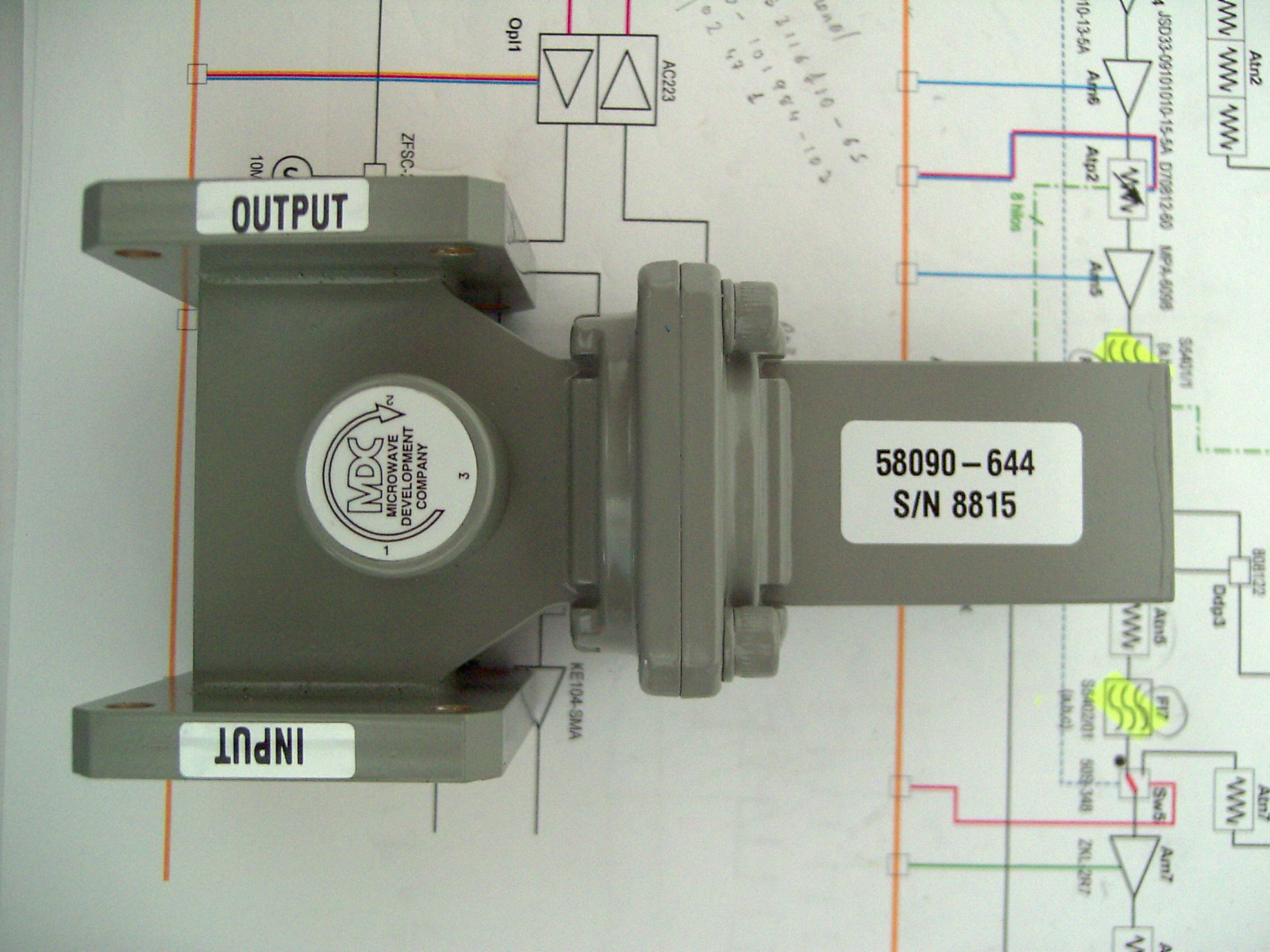
Duplexor tipus: aillador

Un duplexor és un dispositiu electrònic que permet la comunicació bidireccional (duplex) sobre una mateixa línia de transmissió. En sistemes ràdar i de comunicacions RF, serveix per a aïllar el receptor del transmissor permetent compartir la mateixa antena.
La majoria dels sistemes de repetidors de ràdio tenen un duplexor, incloent els de telefonia cel·lular, aïllar el receptor del transmissor que els permet compartir una antena comuna.al mateix temps
Els duplexors poden basar-se en l'ús de freqüències diferents (sovint emprant un filtre de guia d'ones), en l'ús de polaritzacions diferents (com en el cas d'un transductor ortomode) o en l'ús de temps diferents TDD (que no pot ser dúplex -encara que el canvi sigui molt ràpid- com passa en el radar o en un terminal GSM actual).

## Tipus
Es poden destacar:

## Commutador Tx-Rx

Duplexor tipus: Commutador Tx-Rx

En el radar, un interruptor de transmissió/recepció (TR) connecta alternativament el transmissor i el receptor a una antena compartida. En la disposició més simple, l'interruptor consisteix en un tub de descàrrega de gas a través dels terminals d'entrada del receptor. Quan el transmissor està actiu, l'alt voltatge resultant fa que el tub condueixi, curtcircuitant els terminals del receptor per protegir-lo. El seu interruptor complementari, el de transmissió/recepció (ATR), és un tub de descàrrega similar que desacobla el transmissor de l'antena mentre no està funcionant, per evitar que perdi l'energia rebuda. Amb el mateix concepte, però amb tecnologia d'estat sòlid, Hitachi té la patent US 7659795 B2 d'un duplexor multibanda per a terminals GSM, del tipus "Tx-Rx switched" (TDD) tot i que amb frequències Tx-Rx diferents, normalment emprades en la tecnologia FDD ("Tx-Rx simultanis")

### Circulador de microones
Article principal: Circulador
Un circulador és un dispositiu electrònic passiu i no recíproc de tres o més portes habitualment emprat en l'àmbit de les microones. La seva principal característica és que quan es connecta un senyal a un dels seus ports d'entrada aquest senyal serà transferida al següent port sense rebre interferències dels altres ports.

### Transductor ortomode
Article principal: Transductor ortomodal
Un transductor ortomodal o transductor ortomode (orthomode Transducer o OMT, per les sigles en anglès) és un component de guia de microones de la classe de "circulador de microones". Es coneix comunament com [null duplexor] de polarització .

### Domini de freqüència

En les comunicacions per ràdio (a diferència del radar), els senyals transmeses i rebudes poden ocupar diferents bandes de freqüència, i així poden estar separades per filtres selectius de freqüència. Aquestes són efectivament una versió de diplexor de major rendiment, típicament amb una divisió estreta entre les dues freqüències en qüestió (típicament al voltant del 2% -5% per a un sistema comercial de ràdio bidireccional).
Amb un duplexor, els senyals d'alta i baixa freqüència viatgen en direccions oposades al port compartit del duplexor.
Els duplexors moderns sovint fan servir bandes de freqüència properes, de manera que la separació de freqüència entre els dos ports també és molt menor. Per exemple, la transició entre les bandes d'enllaç ascendent i d'enllaç descendent en les bandes de freqüència GSM pot ser d'aproximadament d'un 1 per cent (915 MHz a 925 MHz). Es necessita una atenuació (aïllament) significativa per evitar que la sortida del transmissor sobrecarregui l'entrada del receptor, pel que dits duplexors s'utilitzaran filtres multipolars. Els duplexors es fabriquen generalment per al seu ús en 30-50 MHz ("banda baixa"), 136-174 MHz ("banda alta"), 380-520 MHz ("UHF"), més les bandes: 790-862 MHz ("800"), 896-960 MHz ("900") i 1215-1300 MHz ("1200")

## Aplicacions
Aïllament típic> 75 dB 
 Pèrdua d'inserció típica <1.0 dB 

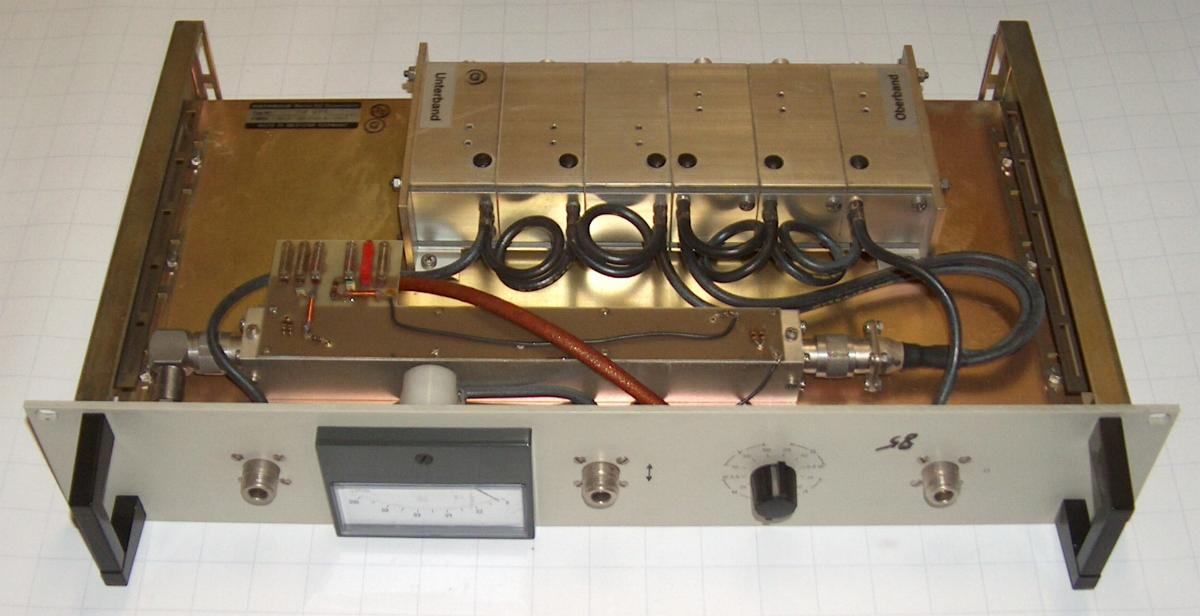
Filtre d'antena de muntatge en rack comercial de 19 " Aïllament típic> 75 dB Pèrdua d'inserció típica <1.0 dB

Hi ha dos aplicacions predominants de duplexors en ús:
- "Duplexors amb supressió de banda", que suprimeixen les freqüències "no desitjades" i només deixen passar a una banda estreta de freqüències desitjades i
- "Duplexors de pas de banda", que tenen rangs de freqüència de pas ampli i alt d'atenuació de banda.

En llocs d'antenes compartides, els duplexors de pas de banda són els preferits perquè eliminen virtualment la interferència entre transmissor i receptor en eliminar les emissions de transmissió fora de banda i millorar considerablement la selectivitat dels receptors.
La majoria dels llocs d'enginyeria professional no recomanen l'ús de "duplexors amb supressió de banda", i insisteixen en emprar .duplexors de pas de banda per aquest motiu

## Característiques
Nota 1: Un duplexor ha d'estar dissenyat per a funcionar en la banda de freqüència utilitzada pel receptor i el transmissor, i ha de ser capaç de suportar la potència de sortida del transmissor.
Nota 2: Un duplexor ha de proporcionar un rebuig adequat del soroll del transmissor que ocorre en la freqüència de recepció, i ha d'estar dissenyat per operar amb una separació de freqüència igual, o menor que, la que hi ha entre el transmissor i el receptor.
Nota 3: Un duplexor ha de proporcionar aïllament suficient per evitar la dessensibilització del receptor ..
Font: Federal Standard 1037C